# Emili Porta Galobart
Emili Porta Galobart (Berga, 1886-1 de abril de 1963) fue un arquitecto modernista español. 
Estudió en la Escuela de Arquitectura de Barcelona, donde se tituló en 1915. Fue arquitecto municipal de Berga (1924-1950), donde fue autor del Ayuntamiento (1924) y la casa Tomàs Pujol (1925).
Fue también arquitecto municipal de Gironella (1929-1932), Solsona (1931-1937) y Navás (1936). En Solsona fue autor de la casa Reig Padullés (1928).